# Труборез
Труборе́з — инструмент для резки труб. По сравнению с ножовкой труборез делает аккуратный, строго перпендикулярный оси трубы разрез с ровным краем, не создавая при этом опилок; к тому же, резка труборезом обычно требует меньше времени. Однако выбор инструмента зависит от материала трубы.
Труборезы для тонких пластмассовых труб являются подобием ножниц. Для резки труб большего диаметра, с более толстыми стенками и изготовленных из более твёрдых материалов используют труборезы, представляющие собой струбцину с режущим колёсиком, прижимными роликами и рычагом. Труборез надевается на трубу в месте разреза, струбцина затягивается, прижимая режущее колесо к поверхности, и труборез проворачивается вокруг трубы, продавливая на ней канавку. По мере врезания струбцина дополнительно затягивается, пока стенка трубы не будет прорезана насквозь.
В месте отреза, как правило, образуется заусенец на внутренней стороне стенки трубы — там, куда материал вдавливался режущим колесом. Заусенец несколько сужает просвет трубы, а в трубах, предназначенных для прокладки кабелей, может повредить их внешнюю оболочку. Заусенцы могут быть убраны зенкованием.
Важным преимуществом трубореза перед ножовкой является то, что при резке труб из пластичных материалов (например, меди) не образовывается опилок. Это очень важно в системах, где такие опилки могут вызывать засорение тонких каналов или заклинивание насосов — например, в кондиционерах.